# Cinepoly Records
Cinepoly Records (新藝寶) è una etichetta discografica di Hong Kong fondata nel 1985. È stata una filiale della PolyGram Records e la casa cinematografica di Cinema City. La proprietà di Cinepoly Records è passata a Universal Music Group gli album sono ora distribuiti dalla Universal Music Hong Kong.
Molti gruppi musicali pubblicarono le proprie opere sotto questa etichetta:
- Leslie Cheung (1987-1990)
- Beyond (1986-1990)
- Tai Chi (1988-1990)
- William So (1993-2003)
- Faye Wong (1989-1997)
- Softhard (1991-1996)
- Julian Cheung (2000-2004)
- Miriam Yeung (2001-2003)
- Kay Tse (2007-2012)

## Artisti attuali
- Eason Chan (2004-presente)
- Prudence Liew  (2008-presente)
- Swing (2009-presente)
- Mr. (2008-presente)
- Kary Ng (2011-presente)
- Pong Nan (2014-presente)